# Pępowo (gemeente)
De gemeente Pępowo is een landgemeente in het Poolse woiwodschap Groot-Polen, in powiat Gostyński.
De zetel van de gemeente is in Pępowo.
Op 30 juni 2004 telde de gemeente 5985 inwoners.

## Oppervlakte gegevens
In 2002 bedroeg de totale oppervlakte van gemeente Pępowo 86,71 km², waarvan:
- agrarisch gebied: 73%
- bossen: 20%

De gemeente beslaat 10,7% van de totale oppervlakte van de powiat.

## Demografie
Stand op 30 juni 2004:
| Omschrijving                   | Totaal | Totaal | Vrouwen | Vrouwen | Mannen | Mannen |
| ------------------------------ | ------ | ------ | ------- | ------- | ------ | ------ |
| eenheid                        | aantal | %      | aantal  | %       | aantal | %      |
| inwoners                       | 5985   | 100    | 2963    | 49,5    | 3022   | 50,5   |
| bevolkingsdichtheid (inw./km²) | 69     | 69     | 34,2    | 34,2    | 34,9   | 34,9   |

In 2002 bedroeg het gemiddelde inkomen per inwoner 1333,16 zł.

## Plaatsen
De gemeente bestaat uit 13 dorpen:
- Babkowice
- Czeluścin
- Gębice
- Kościuszkowo
- Krzekotowice
- Krzyżanki
- Ludwinowo
- Magdalenki
- Pasierby
- Pępowo
- Siedlec
- Skoraszewice
- Wilkonice

## Aangrenzende gemeenten
- Jutrosin, Kobylin, Krobia, Miejska Górka, Piaski, Pogorzela